# Норт Вестпорт (Масачусетс)
Норт Вестпорт (енгл. North Westport) насељено је место без административног статуса у америчкој савезној држави Масачусетс.

## Демографија
По попису из 2010. године број становника је 4.571, што је 38 (0,8%) становника више него 2000. године.
| Група             | 2000.         | 2010.         |
| Белци             | 4.407 (97,2%) | 4.431 (96,9%) |
| Афроамериканци    | 11 (0,2%)     | 14 (0,3%)     |
| Азијати           | 29 (0,6%)     | 32 (0,7%)     |
| Хиспаноамериканци | 34 (0,8%)     | 44 (1,0%)     |
| Укупно            | 4.533         | 4.571         |